# Lil' Bush
Lil' Bush ou Lil' Bush: Resident of the United States est une série télévisée d'animation américaine en 17 épisodes de 26 minutes, créée par Donick Cary et diffusée entre le 13 juin 2007 et le 15 mai 2008 sur Comedy Central. 
En France, la série a été diffusée à partir du 19 janvier 2009 sur Paris Première.

## Synopsis
Cette série satirique met en scène des personnages et figures politiques parmi lesquelles Barbara Bush, George H. W. Bush, Dick Cheney (Lil' Cheney), Condoleezza Rice (Lil' Condi), Jeb Bush (Lil' Jeb), George W. Bush (Lil' George), Donald Rumsfeld (Lil' Rummy), Nancy Pelosi (Lil' Pelosi) et Barack Obama (Lil' Barack).

## Distribution des voix
- Donick Cary : Lil' Cheney
- Martha Cary : Lil' Pelosi
- Dave B. Mitchell : George Sr.
- Chris Parson : Lil' George / Lil' Al Gore / Lil' John Kerry / Lil' Bill Clinton
- Iggy Pop : Lil' Rummy
- Tim Meadows : Lil' Barack
- Kari Wahlgren : Li'l Condi / Li'l Hillary
- Ann Villella : Lil' Condi

## Épisodes

### Première saison
1. Titre français inconnu (Iraq / First Kiss)
2. Titre français inconnu (Nuked / Camp)
3. Titre français inconnu (Gay Friend / Mexican)
4. Titre français inconnu (Global Warming / Hall Monitor)
5. Titre français inconnu (Evolution / Press Corps Dinner)
6. Titre français inconnu (Hot Dog / Haunted House)
7. Titre français inconnu (Walter Reed)

### Deuxième saison
1. Titre français inconnu (St. Patrick's Day)
2. Titre français inconnu (Big Pharma)
3. Titre français inconnu (Crony Break-up)
4. Titre français inconnu (Katrina)
5. Titre français inconnu (Three Dates)
6. Titre français inconnu (Weekend at Saddamy's)
7. Titre français inconnu (Afghanistan)
8. Titre français inconnu (Wedding)
9. Titre français inconnu (Pooty-Poot)
10. Titre français inconnu (Anthem/China)

## Commentaires
Donick Cary est un des scénaristes des Simpson, de Voilà ! et d'autres séries télévisées. 
Cette série a d'abord été diffusée sur le service de téléphone mobile Amp'd Mobile, qui a annoncé sa diffusion le 1er septembre 2006.